# سیارک ۲۳۲۳۵
سیارک ۲۳۲۳۵ (به انگلیسی: 23235 Yingfan، نامگذاری:2000WD98) بیست و سه هزار و دویست و سی و پنجمین سیارک کشف شده‌است که در ۲۱ نوامبر ۲۰۰۰ کشف شد.
قدر مطلق سیارک برابر ۱۷.۰ است.